# Кипрская славка
Кипрская славка (лат. Curruca melanothorax) — вид новонёбных птиц из семейства славковых. Гнездятся на Кипре; зимуют на побережье Красного моря от северо-востока Египта (восточнее от Суэца) восточнее до Арава и северо-запада Саудовской Аравии, а также южнее до северо-востока Судана. Гнездятся на пахотных землях, в плантациях и местностях, поросших кустарников средиземноморского типа; зимуют в таких же местностях, но ещё и в субтропических и тропических (низменных) засушливых кустарниковых местностях. Длина тела птиц около 13,5 см. Гнездо строят в форме чаши из тонкой травы низко в кустах. Самки откладывают 4—5 беловатых, с зеленоватым оттенком и тонкими красновато-коричневыми крапинками.